# سیارک ۶۹۴۵
سیارک ۶۹۴۵ (به انگلیسی: 6945 Dahlgren، نامگذاری:1980FZ3) شش هزار و نهصد و چهل و پنجمین سیارک کشف شده‌است که در ۱۶ مارس ۱۹۸۰ کشف شد.
قدر مطلق سیارک برابر ۱۴٫۸۰ است.